# نو کمان
نو کمان یک ستاره است که در صورت فلکی کمان قرار دارد.